# Go-go-Tänzer

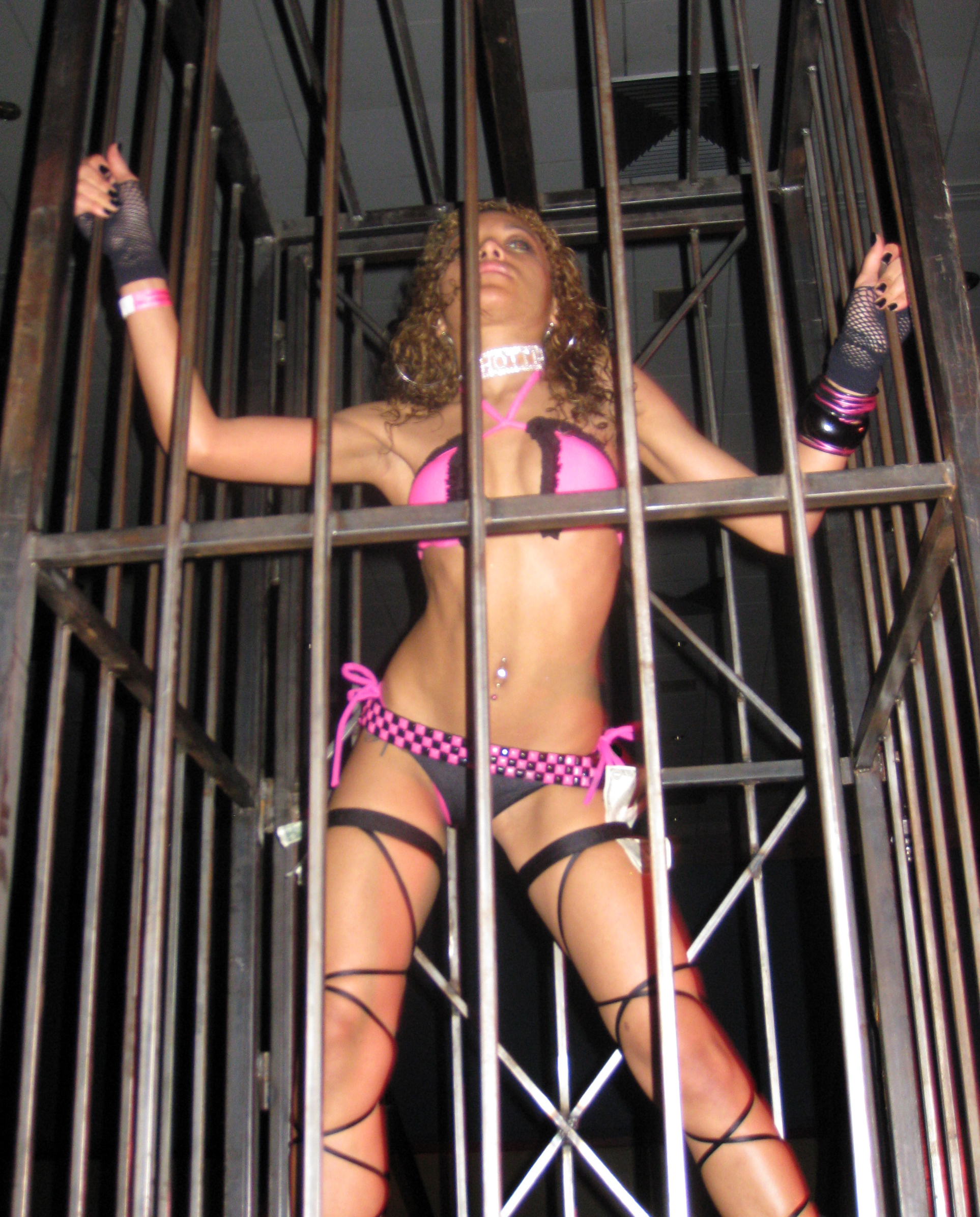
Go-go-Tänzerin in einem Käfig

Go-go-Tänzer (auch in der Schreibweise Gogo-Tänzer) sind Frauen (Go-go-Girls) und Männer (Go-go-Boys), die eine Tätigkeit als Vortänzer in Diskotheken, Abendlokalen oder auf privaten Partys wahrnehmen. Ziel des Tanzes ist es, durch Animation und Performance für Stimmung zu sorgen und zum Tanzen zu animieren. Die Performance findet meist an exponierten Stellen wie zum Beispiel auf Lautsprecherboxen oder gar in aufgehängten Käfigen statt.

## Etymologie
Der Begriff go-go leitet sich vom französischen Begriff à gogo (etwa „in Hülle und Fülle“) her, das wiederum vom altfranzösischen la gogue ‚Freude, Glück; Vergnügen, Belustigung‘ ableitet.

## Geschichte
Der Begriff „go-go dancing“ entstand in den 1950er Jahren in den USA und wurde mit „adult entertainment“ (Erwachsenenunterhaltung), „male revues“, „female revues“ und „exotic dancing“ in dazu lizenzierten Etablissements in Verbindung gebracht, in denen Mädchen in Pasties und G-Strings auftraten und sich nahe an den Zuschauern tanzend präsentierten.
Mit dem Erscheinen von Tanzclubs und Diskotheken in den 1960er Jahren transformierte sich die Verwendung des Begriffs und bezeichnete nun den „good clean fun“ des Vortanzens, das – modern und modisch bekleidet – berufsmäßig, beispielsweise im Whisky a Go Go von „à Go-Go Girls“ durchgeführt wurde. Dem Whisky a Go Go werden die ersten an der Decke aufgehängten Käfige für Go-go-Tänzer zugeschrieben. Die ersten Diskotheken in Deutschland mit Go-go Käfigen waren die Scotch Kneipe und das Pussycat in München.

## Auftrittsformen
Bei Go-go-Tänzern liegt die Betonung auf dem animativen Tanzen. Es wird versucht, die laufende und in der Regel nicht vorausgewählte Musik optimal zu interpretieren. So wird bei Techno anders getanzt als zu House oder zu R ’n’ B oder zur Partymusik. Das Ziel ist, das in der Regel gemischte Publikum zum einen zum Tanzen zu animieren und die Gäste, die um die Tanzfläche herumstehen, zu unterhalten. Da viele Go-go-Tänzer ihre tänzerischen Grundlagen in anderen Tanzgebieten wie zum Beispiel Hip-Hop, Ballett, Jazzdance etc. haben, kann man nicht von einer „Tanzrichtung“ Go-go-Dance sprechen. Vielmehr verbinden Tänzer beim Go-go-Dance viele Tanzrichtungen miteinander. Erotische Bewegungen gibt es indes auch bei den Go-go-Tänzern, das Zeigen und Berühren der Brust und des Intimbereichs ist jedoch den Striptease- und Tabletänzern vorbehalten.
Go-go-Tänzer werden für zwei verschiedene Auftrittsformen gebucht: Einerseits gibt es „Nur-Go-go-Auftritte“, bei denen in der Regel vier Mal 15 Minuten getanzt wird, was sich als Standard durchgesetzt hat. Andererseits gibt es komplette Showauftritte, bei denen mit einer Eingangsanimation in einem Kostüm der Abend eröffnet und dann zwei bis drei Runden getanzt wird. Zwischendurch werden dann noch gerne sogenannte Walkacts gemacht. Go-go-Tänzer übernehmen in Diskotheken auch immer mehr umsatzsteigernde Maßnahmen. So verteilen Go-go-Tänzerinnen  sogenannte „Shots“, bei denen den Gästen der Drink von der Flasche in den Mund serviert wird, oder machen in den Tanzpausen Spiele mit den Gästen, bei denen gegen einen Geldeinsatz Drinks gewonnen werden können.

## Kleidung
Das Go-go-Tanzen unterliegt Trends. In den 1990er Jahren zu Technozeiten wurde zum einen leicht bekleidet (zum Beispiel im Bikini) getanzt. Bei den ersten Versionen der Loveparade sah man hingegen noch Plüschkostüme in allen möglichen Neonfarben. Anfang 2000 gab es viele selbstgeschneiderte Glitzerkostüme in kräftigen Farben. Heute sieht man in den Clubs mehr kurze Kleider und hochwertige Bekleidung, in den Großraumdiskotheken hingegen gerade bei männlichen Go-gos zerschnittene Hosen etc. Vereinzelt sieht man bei Themenpartys die Go-gos auch regelrecht kostümiert, zum Beispiel als Krankenschwester, Polizistin oder Cheerleader.

## Heutige Abgrenzung zum Striptease
Oftmals werden Go-go-Tänzer in der Öffentlichkeit mit Strippern verwechselt. Die Go-go- und die Striptease-Szene sind jedoch streng getrennt. Der Go-go-Tanz dient der Animation zum Tanzen und einer guten Partystimmung, während bei Striptease-Tänzern die sexuelle Komponente stärker im Vordergrund steht. So ist das Tanzen auf dem Tisch (Tabledance) bei Go-go-Tänzern nicht üblich. Weiterhin abzugrenzen sind Go-go-Tänzer von Strippern in der Form, dass die Stripper zunächst angezogen die Bühne betreten und sich dann im Verlauf der Darbietung teilweise oder vollständig ausziehen. „Topless-Go-gos“, die „oben ohne“ tanzen, sind bei professionellen Go-go-Tänzern oftmals verpönt. In Österreich und der Schweiz ist hingegen mit einer Go-go-Bar eher eine Tabledancebar gemeint.